# Бавыкино (Наро-Фоминский район)
Бавыкино — деревня в Наро-Фоминском районе Московской области, в составе сельского поселения Ташировское. Численность постоянного населения по Всероссийской переписи 2010 года — 32 человека, в деревне числятся 7 садовых товариществ. До 2006 года Бавыкино входило в состав Крюковского сельского округа.
Деревня расположена в юго-западной части района, на правом берегу реки Березовки, левом притоке реки Ильятенка (приток Исьмы), примерно в 17 км к западу от города Наро-Фоминска, высота центра над уровнем моря 196 м. Ближайший населённый пункт — Слепушкино в 1,5 км на северо-восток.